# Vlag van Teylingen

Vlag van de gemeente Teylingen

De vlag van Teylingen is op 9 juli 2009 vastgesteld als de gemeentelijke vlag van de Zuid-Hollandse gemeente Teylingen. De vlag wordt als volgt omschreven: 
Geel met een rode leeuw, waarvan de hoogte gelijk is aan 3/4 van de hoogte van de vlag, met blauwe tong en nagels en over de borst een witte barensteel.
De leeuw is op 1/3 van de lengte van de vlag geplaatst. De vlag is gelijk aan het gemeentewapen.

## Verwante afbeeldingen

Wapen van Teylingen
Vlag van Zuid-Holland

Alblasserdam
· Albrandswaard
· Alphen aan den Rijn
· Barendrecht
· Bodegraven-Reeuwijk
· Capelle aan den IJssel
· Delft
· Den Haag
· Dordrecht
· Goeree-Overflakkee
· Gorinchem
· Gouda
· Hardinxveld-Giessendam
· Hendrik-Ido-Ambacht
· Hillegom
· Hoeksche Waard
· Kaag en Braassem
· Katwijk
· Krimpen aan den IJssel
· Krimpenerwaard
· Lansingerland
· Leiden
· Leiderdorp
· Leidschendam-Voorburg
· Lisse
· Maassluis
· Midden-Delfland
· Molenlanden
· Nieuwkoop
· Nissewaard
· Noordwijk
· Oegstgeest
· Papendrecht
· Pijnacker-Nootdorp
· Ridderkerk
· Rijswijk
· Rotterdam
· Schiedam
· Sliedrecht
· Teylingen
· Vlaardingen
· Voorne aan Zee
· Voorschoten
· Waddinxveen
· Wassenaar
· Westland
· Zoetermeer
· Zoeterwoude
· Zuidplas
· Zwijndrecht